# Race for Your Life, Charlie Brown
Race For Your Life, Charlie Brown is een Amerikaanse animatiefilm uit 1977, gebaseerd op de stripserie Peanuts van Charles M. Schulz. De film werd geproduceerd door United Feature Syndicate voor Paramount Pictures. De regie was in handen van Bill Meléndez.

## Verhaal
De groep gaat naar een zomerkamp, alwaar ze meedoen aan een raftrace. Al direct na aankomst wordt de groep geconfronteerd door een trio van pestkoppen (wiens namen niet worden onthuld), die de race volgens eigen zeggen tot nu toe elk jaar hebben gewonnen. Al snel wordt duidelijk dat ze hun overwinningen puur aan vals spelen te danken hebben. Zo gebruiken ze bijvoorbeeld een raft met een buitenboordmotor, radar en sonar.
De groep splitst zich al snel op in drie afzonderlijke groepen die elk los van elkaar deelnemen aan de race: de jongens (Charlie Brown, Linus, Schroeder, en Franklin), de meisjes (Peppermint Patty, Marcie, Lucy, en Sally), en Snoopy en Woodstock. In de loop van de film komt elke groep zijn eigen problemen tegen. Regelmatig moeten ze elkaar uit de problemen helpen.
In de climax raken alle drie groepen en de drie pestkoppen tegelijk bij de finish, maar door een botsing komen hun boten tot zinken. Alleen Woodstock haalt de finish op een zelf gemaakt vlot.
Aan het eind van de film vertrekt de bus naar huis per ongeluk zonder Charlie, zodat hij een lift moet krijgen van Snoopy op diens motorfiets.

## Rolverdeling
| Acteur          | Personage                  |
| --------------- | -------------------------- |
| Duncan Watson   | Charlie Brown              |
| Liam Martin     | Linus van Pelt             |
| Melanie Kohn    | Lucy van Pelt              |
| Gail M. Davis   | Sally Brown                |
| Greg Felton     | Schroeder/Kamp aankondiger |
| Stuart Brotman  | Peppermint Patty           |
| James Ahrens    | Marcie                     |
| Tom Muller      | Franklin/Pestkop           |
| Kirk Jue        | Pestkop                    |
| Jordan Warren   | Pestkop                    |
| Fred Van Amburg | Radio omroeper             |
| Bill Meléndez   | Snoopy & Woodstock         |